# VCAM-1
VCAM-1（Vascular cell adhesion protein 1（I型血管細胞黏附蛋白）），又稱CD106，是一種細胞黏附蛋白，在人體內由VCAM-1基因編碼，屬於一種唾液酸糖蛋白。

## 結構
VCAM-1含有6個或7個免疫球蛋白結構域，屬於免疫球蛋白蛋白超家族（IgSF）。於人體內存在兩個由可變剪接產生的轉錄本。

## 功能與分佈
VCAM-1參與淋巴細胞—內皮細胞間黏附過程和細胞間信號識別過程，能在免疫應答中促進淋巴細胞向炎症區遷移。淋巴細胞、軟骨細胞等細胞中都含有VCAM-1，血管內皮細胞在受到細胞因子刺激後也會表達VCAM-1蛋白。一些間充質幹細胞亞群細胞表面表達CD106（VCAM-1）。